# Wood-Ridge
Wood-Ridge es un borough ubicado en el condado de Bergen en el estado estadounidense de Nueva Jersey. En el año 2010 tenía una población de 7.626 habitantes y una densidad poblacional de 2.723,57 personas por km².

## Geografía
Wood-Ridge se encuentra ubicado en las coordenadas 40°51′1″N 74°5′15″O / 40.85028, -74.08750.

## Demografía
Según la Oficina del Censo en 2000 los ingresos medios por hogar en la localidad eran de $60,949 y los ingresos medios por familia eran $72,500. Los hombres tenían unos ingresos medios de $48,309 frente a los $40,025 para las mujeres. La renta per cápita para la localidad era de $29,865. Alrededor del 1.6% de la población estaba por debajo del umbral de pobreza.